# Challenger (jogo eletrônico)
Challenger (チャレンジャー, Charenjā) é um jogo eletrônico desenvolvido e lançado pela Hudson Soft em 1985 para o Nintendo Famicom.
O jogo é construído de forma única, onde os níveis consistem em um jogo de plataforma de rolagem lateral, um jogo de tiro de rolagem vista de cima e um jogo de ação de tela fixa. O jogo também era único por seu mapa de 100 telas, o qual era extenso para a época. O jogo foi relançado como um aplicativo de telefone móvel; e foi disponibilizado no console virtual Nintendo Wii por 500 Wii Points em maio de 2007 e no console virtual 3DS em março de 2013. O jogo também foi acoplado com Milon's Secret Castle ( Meikyū Kumikyoku (迷宮組曲)  no Japão) e lançado para o Game Boy Advance como parte da coletânea Hudson Best Collection Vol. 3 Action Collection em 22 de dezembro de 2005. Uma versão móvel foi lançada em 2005 com várias mudanças na jogabilidade.